# Albaredo per San Marco
Albaredo per San Marco (lombardsky: Albarii) je comune (obec) v provincii Sondrio v italském regionu Lombardie, která se nachází asi 80 kilometrů severovýchodně od Milána a asi 25 kilometrů jihozápadně od Sondria.
Albaredo per San Marco sousedí s následujícími obcemi: Averara, Bema, Mezzoldo, Morbegno, Talamona, Tartano.